# Гласање на Песми Евровизије
Гласање на избору за Песму Евровизије се одвија као део такмичења и њиме се одређује ранг свих песама. Данашњи систем гласања је у употреби од 2023. године, и представља варијанту позиционог гласања. У финалу, земље додељују другим песмама у такмичењу два сета поена (један од жирија, други од телегласања) од 1, 2, 3, 4, 5, 6, 7, 8, 10 и напокон 12 поена за, по тој земљи у тој половини гласова, најбољу песму. Такође гласају гледаоци из земаља које не учествују који додељују један сет поена. У полуфиналима, резултате одлучују само гласови публике земаља учесница тог полуфинала и публике из земаља које не учествују.

## Историја

### 1956.
На првој Песми Евровизије, постојао је само мали жири од 14 људи који су одлучили победника иза затворених врата. Цели резултати никада нису откривени и сви покушаји да се они рекреирају су били неуспешни. Од 1957. године, сво гласање се одвија јавно.

### Од 1957. до 2003.
Мале групе жирија сачињене од обичних људи разних позадина или музичких професионалаца су одређивале потпуни исход такмичења у  низу различитих система гласања, док 1997. пет земаља (Аустрија, Немачка, Уједињено Краљевство, Швајцарска и Шведска) нису пробно користиле телегласање: по извођењу свих песама, публика се кратким исечцима подсећала на све изведене песме, и затим у датом временском интервалу гласала за своје фаворите окретањем посебних бројева телефона за сваку песму. Експеримент је сматран успешним, и земље су од 1998. охрабриване да користе телегласање кад год је то могуће, тако да је број земаља које су своје бодове одређивале гласањем публике растао, и од 2004. телегласање по правилима користе све земље, (осим Сан Марина који нема независну телефонску мрежу) при чему се, осим позивом, данас може гласати и слањем Ес-Ем-Ес порука.

### Од 2004. до полуфинала 2009.
Од 2004. до полуфинала 2009. године, гласови свих земаља учесница одређивани су по правилу искључиво на основу резултата телегласања, мада је свака земља и даље имала и резервни жири, чији би се поени користили у случају да дође до техничких проблема у телегласању или да број пристиглих гласова гледалаца буде мањи од потребног минимума да би се гласови сматрали важећим. Дугме након чијег притискања су се добијали коначни резултати називало се у интерном жаргону „Сванте дугме”, према Свантеу Стокселијусу, тадашњем извршном надзорнику Песме Евровизије. Песма Евровизије је данас највећи догађај са телегласањем на свету — гледаоци су у финалу 2008. позивима и Ес-Ем-Ес порукама послали преко 8,8 милиона гласова. Сабирање гласова врши компанија Дигами у својој централи у Келну, са 15.000 линија преко којих се може обрадити до 100 милиона позива и Ес-Ем-Ес порука на сат.
На Песми Евровизије 2008. и Песми Евровизије 2009. године, гласови жирија су се користили и као додатак резултатима телегласања у одређивању песама које се из полуфинала квалификују за финално вече. Девет песама би прошло у финале на основу гласања публике, док би десета песма била она најбоље пласирана у гласању резервног жирија која није већ прошла у финале. Било да се користи жири, фиксно или Ес-Ем-Ес телегласање, није могуће гласати за земљу из које се гласа, односно земље не могу додељивати поене сопственим песмама (осим гласача у Сан Марину који, пошто гласају као део Италије, могу то да учине). Резултати Песама Евровизије за време пуног телегласања су довели до дебате међу емитерима о утицају „суседског” и гласања дијаспоре. Неке земље (Монако, Аустрија до 2010) су се повукле са такмичења наводећи „неправедан” систем гласања као разлог.

### Од финала 2009. до 2015.
ЕУР је, након Песме Евровизије 2008. године, од емитера у упитнику затражила мишљење о могућим изменама поступка гласања од дотадашњег 100% телегласања и, у складу са мишљењем већине емитера у овој анкети, одлучила да се током Песме Евровизије 2009. године, гласови жирија и публике комбинују у односу ½:½ приликом гласања у финалној вечери. Овај систем је проширен на полуфиналне вечери Песме Евровизије 2010. године и коришћен је до Песме Евровизије 2015.
Од 2010. до 2015. године, свака земља учесница имала је жири, који се састојао од пет чланова, који су сви морали бити држављани земље у питању и музички професионалци који се баве радијом, телевизијом, компоновањем или музичком продукцијом, и који су морали бити независни од Песме Евровизије или било којих учесника те године.
Од финала 2009. до 2012. На основу гласова чланова жирија се састављао списак бодова жирија на традиционалан евровизијски начин, тако што ће десет по жирију најбољих песама добити редом 12,10,8,7,6,5,4,3,2 и 1 бод. На основу резултата телегласања гледалаца, састављао се други списак бодова и ови бодови су се затим сабирали. Десет најбоље пласираних наступа према збиру бодова представљали су коначне резултате националног гласања из те земље, према евровизијској шеми. Уколико су у збиру бодова две песме биле изједначене, предност је имала она која је имала вишу позицију у телегласању.
Од 2013. године, жири има задатак, не само да додели поене 10 најбољих песама по њиховом мишљењу, већ да рангира све песме од најбоље до најгоре. Резултати жирија су се рачунали тражењем просечног места за сваку државу. Од 2013. до 2015. коначни распоред бодова одређене земље се добијао тако што се рачунао просечан пласман песама код публике и код жирија у свакој држави. Од 2014. године је детаљно рангирање свих чланова жирија, као и гласова публике доступно на званичном интернет порталу Песме Евровизије непосредно након завршетка такмичења.

### Од 2016. до 2022.
Нови систем гласања (тзв. одвојено гласање) је уведен 2016. године, по којем у свакој земљи жири и публика додељују одвојен сет поена по традиционалној евровизијској шеми 12,10,8,7,6,5,4,3,2 и 1. Прво се презентују гласови жирија сваке државе посебно, а онда бодови телегласања збирно за сваку државу, по редоследу обрнутом од резултата гласања жирија. Од 2018. сваки члан жирија саставља хијерархију свих такмичарских песама, а потом се резултати сваког члана комбинују заједно у експоненцијалном моделу уместо тражењем просека резултата сваког члана жирија посебно, што значи да је утицај једног члана жирија када стави песму ниско у свом рангу умањен. Од 2021. детаљно рангирање је још увек доступно, али државе не морају да јавно објаве којем члану жирија припада која листа са оценама, како би се жири подстакао да гласа како жели, уместо да размишља како ће њихови гласови бити суђени од стране јавности.

### Од 2023.
Дана 22. новембра 2022, ЕРУ је објавила измене правила о гласању за такмичење 2023. Резултати оба полуфинала ће бити одлучени само телегласањем, као што је био случај од 2004. до 2007, док ће резултати финала бити одлучени телегласањем и гласањем жирија, као што је био случај претходних година. У полуфиналима, у случају да нека држава не може да достави легитимне гласове публике, користи се алгоритам да аутоматски израчуна гласове те државе на основу гласова претходно одабране групе држава. Ако и то не успе, користе се гласови резервног жирија. Ако се проблем са телегласањем понови у финалу, гласови жирија те земље се користе и за сврхе телегласања. Ово је промена у односу на претходне године где је коришћен алгоритам да се израчунају поени неке државе на основу гласања држава са сличним шаблонима гласања. Ако је жири неке државе дисквалификован, гласови телегласања те земље се користе и за сврхе гласања жирија.
Такође се уводи и онлајн гласање за гледаоце у земљама које не учествују на такмичењу, који ће заједно доделити по један сет бодова 1—8, 10 и 12 поена у све 3 такмичарске вечери преко онлајн платформе www.esc.vote за чије коришћење ће бити потребна кредитна или дебитна картица за верификацију.

## Начини гласања

### Ера жирија
| Године кад се користио | Поени                  | Опис начина гласања | Редослед објављивања поена                                                        |
| ---------------------- | ---------------------- | --- | --------------------------------------------------------------------------------- |
| 1956.                  | 10–1 × 2               | Оба члана двочланог жирија из сваке државе оцењују сваку песму оценом од 1 до 10, укључујући ону из своје државе. |                                                                                   |
| 1957—1961.             | 10–1                   | Свака држава има жири од 10 чланова који расподељују 10 поена својим омиљеним песмама. | Поени се додељују државама у редоследу у којем су наступале.                      |
| 1962.                  | 3–1                    | Свака држава има жири од 10 чланова који додељују 3, 2 и 1 поен за своје 3 омиљене песме. | Поени се додељују државама у редоследу у којем су наступале.                      |
| 1963.                  | 5–1                    | Свака држава има жири од 20 чланова који 5, 4, 3, 2 и 1 поен за својих 5 омиљених песама. | Поени се додељују државама у редоследу у којем су наступале.                      |
| 1964—1966.             | 5, 3, 1 или 6, 3 или 9 | Жири од 10 чланова додељују 9 поена на један од три начина. Ако желе да гласају за само једну песму, та песма добија 9 поена. Ако желе да гласају за две песме, једној додељују 6 поена, а другој 3. Ако желе да гласају за три песме, прва добија 5, друга 3 и трећа 1 поен. Ни једна држава није доделила свих 9 поена само једној песми у историји овог система, а 6 и 3 поена су додељена само једном, од стране Белгије 1965. | Поени се додељују државама у редоследу у којем су наступале.                      |
| 1967—1969.             | 10–1                   | Свака држава има жири од 10 чланова који расподељују 10 поена својим омиљеним песмама. | Поени се додељују државама у редоследу у којем су наступале.                      |
| 1970.                  | 10–1                   | Свака држава има жири од 10 чланова који расподељују 10 поена својим омиљеним песмама. Уводи се начин ломљења изједначеног резултата за прво место. | Поени се додељују државама у редоследу у којем су наступале.                      |
| 1971—1973.             | 10–2                   | Свака држава има жири од 2 члана (где један члан има мање од 25 година, а други више од 25, са најмање 10 година разлике између њих) где оба члана оцењују сваку песму између 1 и 5 поена | Поени се додељују државама у редоследу у којем су наступале.                      |
| 1974.                  | 10–1                   | Свака држава има жири од 10 чланова који расподељују 10 поена својим омиљеним песмама. | Поени се додељују државама у редоследу у којем су наступале.                      |
| 1975—1979.             | 12, 10, 8–1            | Свака држава има жири који се састојао од барем 11 чланова (касније повећан број на бар 16) који додељују поене за својих 10 омиљених песама. | Поени се додељују државама у редоследу у којем су наступале.                      |
| 1980—1996.             | 12, 10, 8–1            | Свака држава има жири који се састојао од барем 11 чланова (касније повећан број на бар 16) који додељују поене за својих 10 омиљених песама. | Прво се објављује ко је добио 1 поен, па 2 и тако све док се не дође до 12 поена. |
| 1997.                  | 12, 10, 8–1            | Двадесет држава је имало жири док је пет држава тестирало телегласање. | Прво се објављује ко је добио 1 поен, па 2 и тако све док се не дође до 12 поена. |

### Ера телегласања
| Године кад се користио   | Поени       | Опис начина гласања | Редослед објављивања поена                                                                                      |
| ------------------------ | ----------- | --- | --- |
| 1998—2000.               | 12, 10, 8–1 | Све државе користе телегласање. Ако телегласање није могуће у некој држави, жири даје гласове те државе. | Прво се објављује ко је добио 1 поен, па 2 и тако све док се не дође до 12 поена.                               |
| 2001. и 2002.            | 12, 10, 8–1 | Сваки емитер бира да ли жели да користи телегласање или мешовити систем 50/50 где телегласање и жири заједно додељују поене. Ако телегласање није могуће у некој држави, жири даје гласове те државе.                                                                                    | Прво се објављује ко је добио 1 поен, па 2 и тако све док се не дође до 12 поена.                               |
| 2003.                    | 12, 10, 8–1 | Све државе би требало да користе телегласање. Ако телегласање није могуће у некој држави, жири даје гласове те државе. | Прво се објављује ко је добио 1 поен, па 2 и тако све док се не дође до 12 поена.                               |
| 2004. и 2005.            | 12, 10, 8–1 | Све државе користе телегласање. Резервни жири је присутан у свакој држави да додели поене у случају малфункције система телегласања. | Прво се објављује ко је добио 1 поен, па 2 и тако све док се не дође до 12 поена.                               |
| 2006. и 2007.            | 12, 10, 8–1 | Све државе користе телегласање. Резервни жири је присутан у свакој држави да додели поене у случају малфункције система телегласања. | 1—7 поена се појављују на екрану аутоматски, презентер чита које песме које добијају 8, 10 и 12 поена. (финале) |
| 2008; 2009. (полуфинала) | 12, 10, 8–1 | Све државе користе телегласање. Резервни жири је присутан у свакој држави да додели поене у случају малфункције система телегласања. У полуфиналима се бира по 9 песама за финале од стране телегласања, док се десети финалисти из сваког полуфинала бирају од стране резервног жирија. | 1—7 поена се појављују на екрану аутоматски, презентер чита које песме које добијају 8, 10 и 12 поена. (финале) |

### Ера заједничког гласања
| Године кад се користио     | Поени                                             | Опис начина гласања | Редослед објављивања поена |
| -------------------------- | ------------------------------------------------- | --- | --- |
| 2009. (финале); 2010—2012. | 12, 10, 8–1                                       | Све државе користе 50/50 систем где 50% резултата сваке државе одлучује жири од 5 чланова, а другу половину телегласање. Сан Марино је био искључен из овог система због величине државе и користио је само жири. Обе половине би изабрале својих омиљених 10 песама и доделиле им поене. Та два сета поена би се спојила да би се добио један јединствен сет поена где су државе поређане по збировима поена две стране. У случају да неке две државе имају исти број поена у збиру, држава која је била виша у телегласању је рангирана више. Ако телегласање малфункционише, држава користи само жири; Ако жири малфункционише, користи се само телегласање. | 1—7 поена се појављују на екрану аутоматски, презентер чита које песме које добијају 8, 10 и 12 поена. (финале)                                                                                    |
| 2013—2015.                 | 12, 10, 8–1                                       | Исти систем као 2009—2012. године, али се резултати жирија и телегласања комбинују другачије. Жири и телегласање је рангирало све песме у такмичарској вечери, ранкинг обе стране би се спајао и гледало би се просечно место сваке песме. Ако неке две песме имају исти просек, она која је имала бољи резултат у телегласању је била позиционирана више. | 1—7 поена се појављују на екрану аутоматски, презентер чита које песме које добијају 8, 10 и 12 поена. (финале)                                                                                    |
| 2016—2017.                 | 12, 10, 8–1 × 2                                   | Петочлани жири и телегласање додељују по један сет поена за својих 10 омиљених песама | 1—8 и 10 поена се појављују на екрану аутоматски, презентер чита које песму која добија 12 поена жирија. Резултати телегласања се презентују збирно од најгорег до најбољег. (финале)              |
| 2018.                      | 12, 10, 8–1 × 2                                   | Исто као 2016-2017. године, али бодови жирија се сада рачунају експоненцијалним моделом уместо тражењем просека резултата сваког члана жирија посебно, што значи да је утицај једног члана жирија када стави песму ниско у свом рангу умањен. | 1—8 и 10 поена се појављују на екрану аутоматски, презентер чита које песму која добија 12 поена жирија. Резултати телегласања се презентују збирно од најгорег до најбољег. (финале)              |
| 2018—2022                  | 12, 10, 8–1 × 2                                   | Исто као 2016-2017. године, али бодови жирија се сада рачунају експоненцијалним моделом уместо тражењем просека резултата сваког члана жирија посебно, што значи да је утицај једног члана жирија када стави песму ниско у свом рангу умањен. | 1—8 и 10 поена се појављују на екрану аутоматски, презентер чита песму која добија 12 поена жирија. Резултати телегласања се презентују збирно од задњег места у гласању жирија до првог. (финале) |
| 2023.                      | 12, 10, 8–1 (полуфинала) 12, 10, 8–1 × 2 (финале) | У полуфиналима, само публика гласа. Ако телегласање не може да достави правилне резултате, та држава користи гласове резервног жирија. Ако ни жири није доставио правилне резултате, поени се израчунавају према гласовима држава са сличним шаблонима гласања. У финалу се примењује исти систем гласања као 2019—2022, али, ако жири неке земље не може да достави правилне резултате, та држава користи гласове телегласања и као гласове жирија. Ако телегласање не може да достави правилне резултате, та држава користи гласове резервног жирија и као гласове телегласања. Ако држава не може да достави ни једне ни друге гласове, гласови се израчунавају према гласовима држава са сличним шаблонима гласања. Публика у свим земљама које не учествују гласа онлајн у све 3 такмичарске вечери и њихови гласови имају исту тежину као гласови публике једне земље учеснице. | 1—8 и 10 поена се појављују на екрану аутоматски, презентер чита песму која добија 12 поена жирија. Резултати телегласања се презентују збирно од задњег места у гласању жирија до првог. (финале) |

## Гласање жирија
За разлику од телегласања које се обавља на основу наступа уживо, жири гласа једно вече пре програма уживо. Вече пре било које такмичарске вечери, обавља се „жири шоу” током ког се обавља проба целе такмичарске вечери која следи дан касније. Сви такмичари изводе своје песме, а жири рангира све наступе које су управо гледали. Ти гласови се потом шаљу ЕРУ да би се валидовали. Неки гласови не буду прихваћени. 2014. године, гласови грузијског жирија у финалу су одбачени зато што су свих пет чланова жирија имали идентичан ранг песама у својих првих осам места. ЕРУ је ово оценила као статистичку невероватноћу, и њихови гласови су поништени. Тада, гласови Грузије су додељени само на основу телегласања.
Жири шоу се затвара објавом насумичних десет држава из полуфинала које су се „квалификовале за финале”. У жири шоуу за финале, укључују се презентери сваке државе који додељују гласове коју су измишљени, а потом се дају и гласови публике, који су такође измишљени и објављује се лажни победник (као део пробе).

## Представљање гласова
Када се заврши шоу у паузи, и сви гласови су срачунати и саопштени контролору такмичења, водитељи редом позивају сваку од земаља које гласају да уживо саопште резултате свог гласања.
Од 1957. до Од 1979. године, гласови жирија су се читали у поретку у ком су државе наступиле. Од 1980. године, гласови се читају у растућем поретку, са врхунцем на максималних 12 поена. Водитељи су до 2004. понављали дате поене на енглеском и француском језику, кад се прешло само на читање гласова у другом језику (ако презентер поене додељује на енглеском, водитељ ће их поновити на француском и обрнуто) укључујући и омиљени усклик дуз пуан! (фр. douze points!, „дванаест поена!”), када водитељи понове максимални скор на француском језику. Цео поступак сабирања гласова може трајати преко сат времена, али за праве поклонике Песме Евровизије ово је првокласна забава. Са сталним порастом броја земаља које гласају, објављивање сваког додељеног поена је почело заузимати све више времена током преноса, и Европска унија за радиодифузију је 2006. одлучила да уштеди на времену тако што се од тада поени од 1–7 аутоматски појављују на екрану, док презентери појединачно саопштавају само 8, 10 и 12 поена. Од 2016. године, 10 и 8—1 поен се аутоматски појављују на екрану, док презентери сваке државе читају само државу која добија 12 поена од стране жирија. Резултати гласања се саопштавају јавно, у живим укључењима, само у финалној вечери: како би се избегло фаворизовање, на крају полуфиналне вечери се једино случајним редоследом саопштавају земље које су се по броју освојених поена пласирале у финале, док се пуни резултати на увид јавности дају тек након завршетка финала. 

### Начин презентације
Од 1957. до 2003. године, земље су позиване истим редоследом којим су извођене песме да прочитају своје гласове. Од 2004. године, редослед звања земаља је промењен, због увођења полуфинала и чињенице да гласају и земље чије се песме нису квалификовале за учешће у финалној вечери. 2004. године, земље су гласале по абецедном редоследу „ISO” (Ај-Ес-О) кодова; 2005. године, гласале су прво земље полуфиналисти које се нису квалификовале за финале, редоследом свог наступа у полуфиналу, а за њима су своје гласове дале земље финалисти, редоследом свог наступа у финалу. Од 2006. године, одржава се засебно жребање којим се одређује редослед којим ће земље саопштити своје гласове.
Од 2016. године је уведен знатно другачији начин презентације поена, како би ток гласања био што неизвеснији до самог проглашења победника. Укључењем из сваке земље се презентују гласови стручног жирија, док се на крају свакој такмичарској песми додељују сабрани поени које су добили од земаља гласовима публике. Од 2016. до 2018. су гласови публике били презентовани од најнижег резултата у гласању публике до највишег, а од 2019. се они презентују тако да последње место у гласању жирија добија своје поене прва без обзира на позицију у гласању публике, претпоследња друга итд. све док се не дође до државе која је имала највише поена од жирија, која своје поене од публике добија последња.

### Начин контактирања држава за поене
1956. године, сви чланови жирија су морали да отпутују у Лугано, где је Песма Евровизије и први пут одржана, како би гласали. Чланови Луксембуршког жирија нису могли да се појаве, па су задужили Швајцарски жири да гласа уместо њих. То је била једина година у којој је неки члан жирија смео да гласа за песму државе коју представља. Резултати гласања никада нису јавно објављени, већ је затворени жири једноставно објавио победничку песму. Зна се само да је Швајцарска победила. Од 1957. до 1993. године, жири је контактиран телефонским позивима за сваку државу (са пар изузетака кад су жирији ипак били присутни на лицу места), да би се од 1994. прешло на контактирање жирија сателитском везом, тако да је публика први пут могла да види презентере сваке државе. Укључења могу бити из студија националних телевизија, често испред неког познатог места из те земље, или (посебно у случају укључења земље домаћина) са великог скупа на неком од градских тргова на којем велики број људи прати јавни пренос такмичења. Презентери гласова ће традиционално упутити срдачне поздраве и комплименте домаћинима за организацију спектакла, а често и понеку шаљиву примедбу, прелазећи потом на читање гласова.

### Табла са поенима
Од 1957. до 1987. године, поени су приказивани на стварној, физичкој табли са поенима која се налазила са стране главне бине. Ове је, са напретком дигиталне графичке технологије, 1988. године заменио електронски приказ, односно „виртуелна табла”, коју режисер програма може приказивати на телевизијском екрану по потреби; на пример, табла са тренутним редоследом песама се може ажурирати пред гледаоцима за време додељивања гласова. Данас, електронске табле се дизајнирају у складу са визуелним идентитетом такмичења те године.

## Изједначени резултати
У првим годинама такмичења, није био предвиђен механизам за случај да више песама освоји једнак, највећи број поена. Тако се десило да су 1969. године чак четири земље (Уједињено Краљевство, Француска, Холандија и Шпанија) са највећим бројем поена биле у нерешеној трци за прво место и, будући да није било предвиђених правила за одређивање победника, све четири песме су проглашене победницима. Ово је изазвало буру незадовољства међу другим земљама, и Аустрија, Норвешка, Португал, Финска и Шведска из протеста нису учествовале наредне године. Ови догађаји су довели до тога да ЕУР уведе правила за одређивање пласмана у случају више песама са истим бројем поена.
Према данас важећем правилу, у случају нерешеног резултата за било које место, виши пласман има земља која је добила више поена од стране телегласања. Ако постоји нерешен резултат у телегласању, предност има држава која је добила поене од више земаља (у телегласању). У случају да су и ови бројеви једнаки, виши пласман има земља која је освојила више максималних оцена („12 поена”) у телегласању; уколико је резултат и даље нерешен, пореди се број оцена од по 10 поена (у телегласању), затим број оцена од по 8 поена, и тако даље. У фантастично невероватном случају да се сви ови бројеви поклопе, земља која је прва наступила има предност.
До 2021, једини пут од 1969. када су две земље имале једнак број поена у трци за прво место био је у Риму 1991, када су и Француска и Шведска имале по 146 поена. У то време, правило о пребројавању земаља које су песми доделиле ма који број поена није било уведено, већ је процедура за одређивање пласмана почињала бројањем оцена од по 12 поена. Како су обе земље су имале четири скора од 12 поена, пребројаване су затим оцене од по 10 поена: Шведска их је имала пет, напротив две за Француску, и Карола из Шведске је проглашена победницом. Да је примењивано модерније правило, победила би Амина из Француске, која је добила поене од 18 земаља, напротив 17, колико их је дало поене шведској представници.

### Начини ломљења изједначених резултата
| Године         | У ком случају се користи                                                  | Опис |
| -------------- | ------------------------------------------------------------------------- | --- |
| 1956—1969.     | /                                                                         | Нема правила за ломљење изједначених резултата. |
| 1970—1988.     | Само да се одлучи победник.                                               | После Евровизије 1969. и четвороструког изједначеног резултата за прво место, уведено је правило где би песме које имају изједначен број поена за прво место биле опет извођене, и жири би одлучио победника гласањем за своју омиљену песму од песама у изједначењу. |
| 1989—2003.     | Само да се одлучи победник.                                               | Предност има држава која је освојила више максималних оцена („12 поена”); уколико је резултат и даље нерешен, пореди се број оцена од по 10 поена , затим број оцена од по 8 поена, и тако даље. У случају да се сви ови бројеви поклопе, све земље у изједначењу су победнице. |
| 2004—2006.     | Да се одлуче победник и 10. земља која ће се квалификовати из полуфинала. | Предност има држава која је освојила више максималних оцена („12 поена”); уколико је резултат и даље нерешен, пореди се број оцена од по 10 поена , затим број оцена од по 8 поена, и тако даље. У случају да се сви ови бројеви поклопе, све земље у изједначењу су победнице. |
| 2007.          | Да се одлуче победник и 10. земља која ће се квалификовати из полуфинала. | у случају нерешеног резултата, виши пласман има земља која је добила поене од више земаља. У случају да су и ови бројеви једнаки, виши пласман има земља која је освојила више максималних оцена („12 поена”); уколико је резултат и даље нерешен, пореди се број оцена од по 10 поена, затим број оцена од по 8 поена, и тако даље. У случају да се сви ови бројеви поклопе, земља која је прва наступила има предност. |
| 2008—2015.     | За ломљење свих изједначених резултата.                                   | у случају нерешеног резултата, виши пласман има земља која је добила поене од више земаља. У случају да су и ови бројеви једнаки, виши пласман има земља која је освојила више максималних оцена („12 поена”); уколико је резултат и даље нерешен, пореди се број оцена од по 10 поена, затим број оцена од по 8 поена, и тако даље. У случају да се сви ови бројеви поклопе, земља која је прва наступила има предност. |
| 2016. до данас | За ломљење свих изједначених резултата.                                   | Према данас важећем правилу, у случају нерешеног резултата за било које место, виши пласман има земља која је добила више поена од стране телегласања. Ако постоји нерешен резултат у телегласању, предност има држава која је добила поене од више земаља (у телегласању). У случају да су и ови бројеви једнаки, виши пласман има земља која је освојила више максималних оцена („12 поена”) у телегласању; уколико је резултат и даље нерешен, пореди се број оцена од по 10 поена (у телегласању), затим број оцена од по 8 поена, и тако даље. У фантастично невероватном случају да се сви ови бројеви поклопе, земља која је прва наступила има предност. |

## Гласање у блоковима
Од увођења телегласања, на гласање утиче и демографски фактор, пошто емигранти масовно гласају за своје етничке матице. Ова појава је најприметнија код извођача из земаља са великом емиграцијом, на пример Турске и Грчке, или етнички мешовитих региона попут Балкана, тако да резултати телегласања могу подсећати на податке из етничког пописа. Примера ради, 2005 године, гласање у финалу отворила је Аустрија овако: 6 поена—Румунија, 7 поена—Турска, 8 поена—Хрватска, 10 поена—Босна и Херцеговина, 12 поена—Србија и Црна Гора. Поборници Евровизије појаву блоковског гласања објашњавају тиме да је природно да публика на географски и културно блиским просторима, често на тржишту истих медија и музичких кућа, има сличан музички укус, те и да лакше препознају извођаче из блиских земаља.
Аустријска телевизија (ОРФ) је приликом повлачења 2007. изјавила како „све док је Песма Евровизије полигон за политичку параду а не међународни забавни програм, ОРФ не жели да шаље још талената из Аустрије на такмичење на којем немају шансе”. Тери Воган је 2003. сугерисао да су британски представници Jemini добили нула поена због учешћа те земље у инвазији на Ирак. О гласању на Песми Евровизије дискутовало се и у европским скупштинама: тако се 2005. године у парламенту Молдавије расправљало о томе како су резултати телегласања „сумњиви” јер Румунија није добила максималних 12 поена, док је после Песме Евровизије 2007. група британских посланика поднела предлог захтева за променом система гласања на Песми Евровизије, за који су оценили да је „виц” и „штетан за односе између народа Европе”.
Представник Ирске на Песми Евровизије 2008. био је Дастин Ћуран, лутка са сатиричном песмом „Irelande Douze Pointe”, која је исмевала начин гласања на геополитичкој основи.
Иако анализа резултата од 2001. до 2005. указује на постојање блоковског гласања, може да се дебатује о томе колики утицај има гласање дијаспоре, осећај етничке припадности, политички савези или тенденција да културолошки блиске државе имају сличне музичке укусе. Постоји велики број држава које се могу категорисати у неки од гласачких блокова, и редовно једне другима дају високе поене.
Као одговор на оптужбе да је суседско гласање одлучило исход такмичења 2007. и 2008. године, ЕРУ је издала саопштење у којем објашњава да је статистички доказано да би победници били исти и да су гласале искључиво западноевропске земље. Такође, из ЕРУ објашњавају да се победник разликује из године у годину, те да ниједној држави не би били довољни суседи и дијаспора за добар пласман. Затим, анализа Гугл претраживача из 2019. године је показала да је током многих година победничка песма добијала гласове из оних земаља у којим је та песма била највише претраживана и пре самог такмичења.

### Блокови
Испод су две табеле гласачких блокова међу државама.
| Блок                     | Чланови                                                                                         |
| ------------------------ | ----------------------------------------------------------------------------------------------- |
| Балкански блок           | Албанија · Босна и Херцеговина · Северна Македонија · Словенија · Србија · Хрватска · Црна Гора |
| Балкански блок           | У овај блок се понекад убрајају и: · Аустрија · Швајцарска                                      |
| Нордијски блок           | Данска · Исланд · Норвешка · Финска · Шведска                                                   |
| Нордијски блок           | У овај блок се понекад убраја и · Естонија                                                      |
| Источни (совјетски) блок | Азербејџан · Белорусија · Грузија · Молдавија · Јерменија · Русија · Украјина                   |
| Источни (совјетски) блок | У овај блок се понекад убрајају и земље балтичког блока: · Естонија · Летонија · Литванија      |

| Друге државе које блоковски гласају | Друге државе које блоковски гласају |
| ----------------------------------- | ----------------------------------- |
| Азербејџан                          | Турска                              |
| Белгија                             | Холандија                           |
| Грчка                               | Кипар и · Албанија                  |
| Ирска                               | Уједињено Краљевство и · Летонија   |
| Молдавија                           | Румунија                            |
| Португалија                         | Шпанија                             |

## Најбољи резултати
„A Million Voices” (Милион гласова) коју је певала руска певачица Полина Гагарина је била једина песма у систему додељивања гласова примењиваном од 1975. па до 2015. да премаши 300 поена а да није победила. У том истом систему, Александар Рибак држи рекорд за највише поена, као и за највећу маргину победе икад. У тренутном систему, Салвадор Собрал је 2017. остварио рекордан број поена, 758. Пошто су системи гласања мењани веома често у прошлости, најрелевантнији начин да се резултати у историји такмичења пореде су проценти добијених гласова од најбољег могућег резултата. Тако је луксембуршка представница Ан-Мари Давид са песмом „Tu te reconnaîtras”(Ти ћеш се сам препознати) постигла најбољи резултат у историји Песме Евровизије са 80.63% добијених могућих поена које је могла да оствари на Песми Евровизије 1973.

### Најбољих 5 песама по добијеним% могућих гласова (1957—2021)
| Година | Држава               | Извођач               | Песма                     | Поени | % могућих поена |
| ------ | -------------------- | --------------------- | ------------------------- | ----- | --------------- |
| 1973.  | Луксембург           | Ан-Мари Давид         | „Tu te reconnaîtras"      | 129   | 80.63%          |
| 1976.  | Уједињено Краљевство | Brotherhood of Man    | „Save Your Kisses for Me" | 164   | 80.39%          |
| 1982.  | Немачка              | Никол                 | „Ein bißchen Frieden"     | 161   | 78.92%          |
| 1997.  | Уједињено Краљевство | Katrina and the Waves | „Love Shine a Light"      | 227   | 78.82%          |
| 2009.  | Норвешка             | Александер Рибак      | „Fairytale"               | 387   | 78.66%          |

### Најбољих 10 песама са највише поена (2016—2021)
| Година | Држава      | Извођач          | Песма                  | Поени | % могућих поена |
| ------ | ----------- | ---------------- | ---------------------- | ----- | --------------- |
| 2017.  | Португалија | Салвадор Собрал  | „Amar pelos dois"      | 758   | 77.03%          |
| 2017.  | Бугарска    | Кристијан Костов | „Beautiful Mess"       | 615   | 62.50%          |
| 2016.  | Украјина    | Џамала           | „1944"                 | 534   | 54.27%          |
| 2018.  | Израел      | Нета             | „Toy"                  | 529   | 52.48%          |
| 2021.  | Италија     | Måneskin         | „Zitti e buoni"        | 524   | 57.46%          |
| 2016.  | Аустралија  | Дами Им          | „Sound of Silence"     | 511   | 51.93%          |
| 2021.  | Француска   | Барбара Прави    | „Voilà"                | 499   | 54.71%          |
| 2019.  | Холандија   | Данкан Лоренс    | „Arcade"               | 498   | 51.25%          |
| 2016.  | Русија      | Сергеј Лазарев   | „You Are the Only One" | 491   | 49.89%          |
| 2019.  | Италија     | Мамуд            | „Soldi"                | 472   | 49.17%          |

### Најбољих 10 песама са највише% добијених могућих гласова жирија (2016—2021)
| Година | Држава             | Извођач          | Песма               | Поени жирија | Поени | % могућих поена од жирија |
| ------ | ------------------ | ---------------- | ------------------- | ------------ | ----- | ------------------------- |
| 2017   | Португалија        | Салвадор Собрал  | „Amar Pelos Dois"   | 382          | 758   | 77.64%                    |
| 2016   | Аустралија         | Дами Им          | „Sound of Silence"  | 320          | 511   | 65.04%                    |
| 2021   | Швајцарска         | Gjon's Tears     | „Tout l'Univers"    | 267          | 432   | 56.55%                    |
| 2017   | Бугарска           | Кристијан Костов | „Beautiful Mess"    | 278          | 615   | 56.5%                     |
| 2021   | Француска          | Барбара Прави    | „Voilà"             | 248          | 499   | 54.39%                    |
| 2018   | Аустрија           | Цезар Сампсон    | „Nobody But You"    | 271          | 342   | 53.98%                    |
| 2019   | Северна Македонија | Тамара Тодевска  | „Proud"             | 247          | 305   | 51.46%                    |
| 2019   | Шведска            | Џон Лундвик      | „Too Late For Love" | 241          | 334   | 50.21%                    |
| 2018   | Шведска            | Бенџамин Ингросо | „"Dance You Off"    | 253          | 274   | 50.2%                     |
| 2019   | Холандија          | Данкан Лоренс    | „Arcade"            | 237          | 498   | 49.38%                    |

### Најбољих 10 песама са највише% добијених могућих гласова телегласања (2016—2021)
| Година | Држава      | Извођач           | Песма                  | Поени телегласања | Поени | % могућих поена од телегласања |
| ------ | ----------- | ----------------- | ---------------------- | ----------------- | ----- | ------------------------------ |
| 2017   | Португалија | Салвадор Собрал   | „Amar Pelos Dois"      | 376               | 758   | 76.42%                         |
| 2016   | Русија      | Сергеј Лазарев    | „You Are the Only One" | 361               | 491   | 73.37%                         |
| 2021   | Италија     | Måneskin          | „Zitti e buoni"        | 318               | 524   | 69.74%                         |
| 2017   | Бугарска    | Кристијан Костов  | „Beautiful Mess"       | 337               | 615   | 68.5%                          |
| 2016   | Украјина    | Џамала            | „1944"                 | 323               | 534   | 65.65%                         |
| 2018   | Израел      | Нета              | „Toy"                  | 317               | 529   | 62.9%                          |
| 2019   | Норвешка    | KEiiNO            | „Spirit in the Sky"    | 291               | 331   | 60.63%                         |
| 2021   | Украјина    | Go_A              | „Shum"                 | 267               | 364   | 58.55%                         |
| 2019   | Холандија   | Данкан Лоренс     | „Arcade"               | 261               | 498   | 54.38%                         |
| 2017   | Молдавија   | SunStroke Project | „Hey, Mamma!"          | 264               | 374   | 53.66%                         |

## Нула поена
Како свака земља учесница додељује читав низ бодова, не догађа се често да одређена песма не добије ни један поен. Према садашњим правилима, то би значило да песма није ушла међу десет најбоље оцењених ни у једној јединој земљи, ни код жирија, ни код публике. На тај начин, овакав догађај песми доноси посебно понижавајући статус, у евровизијском жаргону познат под саркастичним називом нил пуан (nul points), према пракси читања бодова сваке земље на француском паралелно са енглеским језиком. У првим годинама Песме Евровизије додељивало се мање поена те се нил пуан дешавао значајно чешће; у новије време у просеку по једна песма сваке друге године не добије ни један поен. У Уједињеном Краљевству је са пристојном дозом шока примљен нил пуан двојца Jemini на Песми Евровизије 2003. године, довољно да је Би-Би-Си наредне године водио кампању за избор представника за Песму Евровизије под слоганом Нула поена, никад више („Nul points, never again”). Шампион ове неславне категорије је Норвешка, са 4 Нула поена наступа. Велики шок је уследио 2021. године пошто је британски представник Џејмс Њуман са песмом „Embers” добио нула поена од стране жирија, а потом нула поена и од стране публике. Још већи шок је уследио пошто је откривено да су и представници Немачке, Шпаније и Холандије те исте године сви зарадили нула поена од стране публике.

### Пре 1975.
Песме које су добиле 0 поена пре увођења 1-8, 10 и 12 поена система 1975. су:
| Година | Држава      | Извођач(и)       | Песма                                       |
| ------ | ----------- | ---------------- | ------------------------------------------- |
| 1962.  | Белгија     | Fud Leclerc      | „Ton nom"                                   |
| 1962.  | Шпанија     | Виктор Балагер   | „Llámame"                                   |
| 1962.  | Аустрија    | Елеоноре Шварц   | „Nur in der Wiener Luft"                    |
| 1962.  | Холандија   | De Spelbrekers   | „Katinka"                                   |
| 1963.  | Холандија   | Ани Палмен       | „Een speeldoos"                             |
| 1963.  | Норвешка    | Анита Талауг     | „Solhverv"                                  |
| 1963.  | Финска      | Лајла Халме      | „Muistojeni laulu"                          |
| 1963.  | Шведска     | Моника Сетерлунд | „En gång i Stockholm"                       |
| 1964.  | Немачка     | Нора Нова        | „Man gewöhnt sich so schnell an das Schöne" |
| 1964.  | Португалија | Антонио Калварио | „Oração"                                    |
| 1964.  | Југославија | Сабахудин Курт   | „Живот је склопио круг"                     |
| 1964.  | Швајцарска  | Анита Траверси   | „I miei pensieri"                           |
| 1965.  | Шпанија     | Кончита Баутиста | „¡Qué bueno, qué bueno!"                    |
| 1965.  | Немачка     | Ула Визнер       | „Paradies, wo bist du?"                     |
| 1965.  | Белгија     | Лизе Марке       | „Als het weer lente is"                     |
| 1965.  | Финска      | Виктор Клименко  | „Aurinko laskee länteen"                    |
| 1966.  | Монако      | Тереза Кесовија  | „Bien plus fort"                            |
| 1966.  | Италија     | Доменико Модуњо  | „Dio, come ti amo"                          |
| 1967.  | Швајцарска  | Жералдин         | „Quel cœur vas-tu briser?"                  |
| 1970.  | Луксембург  | Давид Винтер     | „Je suis tombé du ciel"                     |

### Од 1975. до 2015.

#### Финала
Песме које су добиле 0 поена у систему 12, 10, 8-1 до 2015. су:
| Година | Учесник                                          | Учесник                                            |
| Година | Полуфинале/а                                     | Финале                                             |
| ------ | ------------------------------------------------ | -------------------------------------------------- |
| 1978.  | Нема полуфинала                                  | Норвешка · Јан Тејген · Mil etter mil              |
| 1981.  | Нема полуфинала                                  | Норвешка · Фин Калвик · Aldri i livet              |
| 1982.  | Нема полуфинала                                  | Финска · Kojo · Nuku pommiin                       |
| 1983.  | Нема полуфинала                                  | Шпанија · Ремеидос Амаја · ¿Quién maneja mi barca? |
| 1983.  | Нема полуфинала                                  | Турска · Четин Алп и The Short Waves · Opera       |
| 1987.  | Нема полуфинала                                  | Турска · Сејал Танер и Grup Locomotif· Şarkım Sevgi Üstüne       |
| 1988.  | Нема полуфинала                                  | Аустрија · Вилфред ·                               |
| 1989.  | Нема полуфинала                                  | Исланд · Даниел Агуст · Það sem enginn sér         |
| 1991.  | Нема полуфинала                                  | Аустрија · Томас Форстнер · Venedig im Regen       |
| 1994.  | Нема полуфинала                                  | Литванија · Овидијус Вишниаускас · Lopšinė mylimai |
| 1997.  | Нема полуфинала                                  | Норвешка · Тор Ендерсен · San Francisco            |
| 1997.  | Нема полуфинала                                  | Португал · Селиа Лосон · Antes do adeus            |
| 1998.  | Нема полуфинала                                  | Швајцарска · Гунвор · Lass ihn                     |
| 2003.  | Нема полуфинала                                  | Уједињено Краљевство · Jemini · Cry Baby           |
| 2004.  | Швајцарска · Пијеро и The MusicStars · Celebrate |                                                    |
| 2009.  | Чешка · Gypsy.cz ·                               |                                                    |
| 2015 . |                                                  | Аустрија (домаћин) · The Makemakes · I Am Yours    |
| 2015 . | Немачка · Ан Софи · Black Smoke                  |                                                    |

2012. године, Француска је добила поене у комбинованом гласању са песмом „Echo (You and I)" коју је извела Ангун, али би у хипотетичком подељеном систему добила 0 поена од публике. Исте те године у првом полуфиналу, Белгија je добила поене од комбинованог гласања са песмом „Would You?" (Да ли би ти?), али само два поена од хипотетичког телегласања, али су ти поени били од Албаније, која је користила само гласање жирија. У самом телегласању, Белгија је добила 0 поена.

### Од 2016.
Од увођења промењеног система гласања 2016 за полуфинала и финала, само једном се десило да неко добије 0 поена и од жирија и од публике, 2021. Није ретко да неко добије 0 или само од жирија или само од публике.
Од 2023, само публика одређује резултате полуфинала. Од увођења ове промене, три пута се десило да неко добије 0 поена од публике; два пута 2023. и једном 2025.
  0 поена од жирија
  0 поена од публике
  0 поена свеукупно
| Година | Учесник                                                           | Учесник                                                               |
| Година | Полуфинале/а                                                      | Финале                                                                |
| ------ | ----------------------------------------------------------------- | --------------------------------------------------------------------- |
| 2016.  |                                                                   | Чешка · Габриела Гунчикова · I Stand                                  |
| 2017.  | Малта · Клаудија Фанијело · Breathlessly                          | Аустрија · Нејтан Трент · Running on Air                              |
| 2017.  | Сан Марино · Валентина Монета и Џими Вилсон · Spirit of the Night | Шпанија · Манел Наваро · Do It for Your Lover                         |
| 2018.  | Исланд · Ари Олафсон · Our Choice                                 |                                                                       |
| 2019.  | Аустрија · Паенда · Limits                                        | Немачка · S!sters · Sister                                            |
| 2019.  | Аустрија · Паенда · Limits                                        | Израел (host) · Коби Марими · Home                                    |
| 2021.  | Чешка · Бени Кристо · Omaga                                       | Уједињено Краљевство · Џејмс Њуман · Embers                           |
| 2021.  | Чешка · Бени Кристо · Omaga                                       | Шпанија · Блас Канто · Voy a quedarme                                 |
| 2021.  | Чешка · Бени Кристо · Omaga                                       | Немачка · Јендрик · I Don't Feel Hate                                 |
| 2021.  | Чешка · Бени Кристо · Omaga                                       | Холандија (домаћин) · Жангу Макруј · Birth of a New Age               |
| 2022.  | Азербејџан · Надир Рустамли · Fade to Black                       | Швајцарска · Маријус Бер · Boys Do Cry                                |
| 2022.  | Азербејџан · Надир Рустамли · Fade to Black                       | Немачка · Малик Харис · Rockstars                                     |
| 2023.  | Сан Марино · Piqued Jacks · Like an Animal                        |                                                                       |
| 2023.  | Румунија · Теодор Андреј · D.G.T. (Off and On)                    |                                                                       |
| 2024.  |                                                                   | Уједињено Краљевство · Оли Александер · Dizzy                         |
| 2025.  | Азербејџан · Run With U                                           | Исланд · Væb · Róa                                                    |
| 2025.  | Азербејџан · Run With U                                           | Швајцарска (host) · Зое Ме · Voyage                                   |
| 2025.  | Азербејџан · Run With U                                           | Уједињено Краљевство · Remember Monday · What the Hell Just Happened? |